# Usura

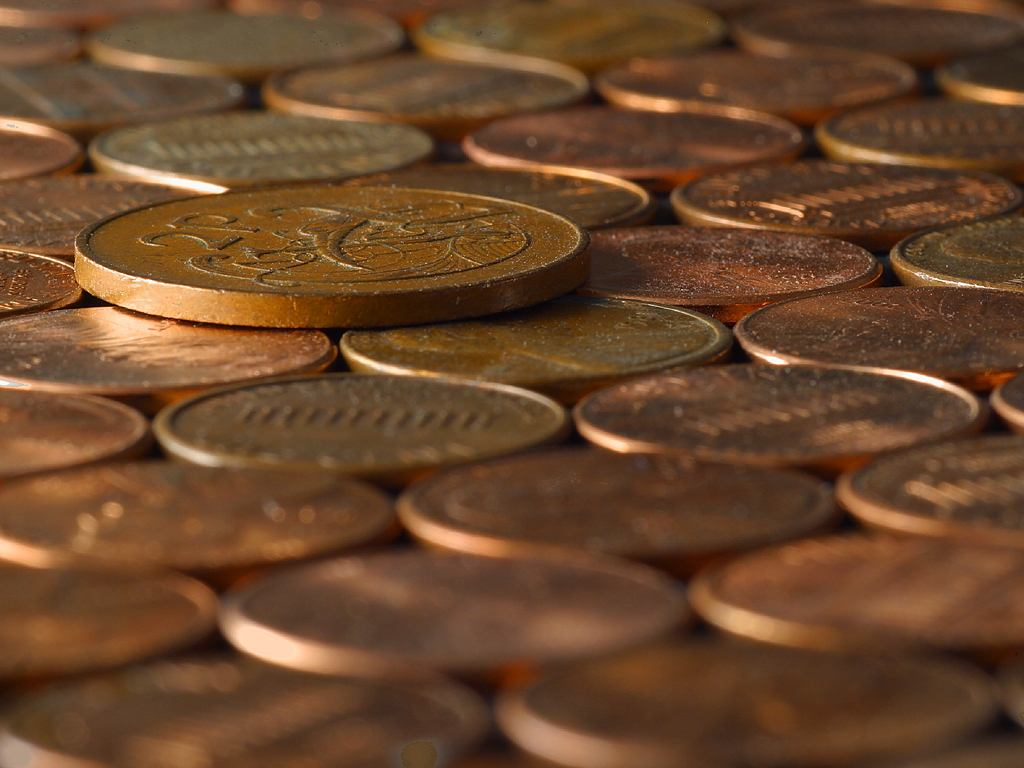
Moedas, representantes físicas do dinheiro. A usura seria a cobrança excessiva de juros, que nada mais é do que a remuneração do próprio dinheiro.

Partindo-se de um conceito mais moderno, a usura, em síntese, é entendida como a cobrança de remuneração abusiva pelo uso do capital, ou seja, quando da cobrança de um empréstimo pecuniário (ou seja, em dinheiro), são cobrados juros excessivamente altos, o que lesa o devedor. É prática repudiada socialmente, sendo considerada conduta criminosa por diversos ordenamentos jurídicos, inclusive o brasileiro (Lei da Usura).
A usura está intimamente ligada à cobrança excessiva de juros e, por isso, constitui crime no Direito Penal brasileiro; aquele que pratica a usura é popularmente conhecido como agiota. Tal expressão se refere não somente ao particular, mas também às pessoas jurídicas que especulam indevidamente e ultrapassam o máximo da taxa de juros prevista legalmente, praticando crime contra o sistema financeiro nacional (Lei n.º 7.492/86).

## Juros - Classificação básica
Antes de se adentrar em maiores discussões acerca da usura, é importante delimitar os conceitos, tipos e demais características dos juros. Segundo classificação feita por Oscar Joseph de Plácido e Silva:
- Juros convencionais: Denominação dada aos juros que se estabelecem ou se estipulam em contratos, para que sejam cumpridos pelo devedor, enquanto vigente a obrigação. No entanto, é tido em sentido mais amplo, significando toda a espécie de juros instituídos ou estabelecidos em um contrato, não somente enquanto vigente a obrigação, como pelo não cumprimento da mesma, isto é, pelo seu retardamento. Dessa forma, os juros moratórios, em regras legais, podem ser também convencionados. Assim, o caráter dos juros convencionais está em serem os mesmos estipulados em contrato.[4]

- Juros legais: São os juros que podem ser exigidos em virtude da imposição ou determinação de lei, embora não convencionados ou contratados.

- Juros ordinários: É a expressão que designa os juros simples, ou seja, aqueles que não se acumulam ou não se capitalizam. São devidos pelo transcurso do prazo, em que vigora a obrigação ou a prestação pecuniária, mas não se computam no capital, para que venham, também, a render juros.

- Juros moratórios: São juros decorrentes da mora, isto é, os que se devem, por convenções ou por lei, em virtude do retardamento no cumprimento da obrigação. São os juros ditos de propter moram, ou seja, fundados numa demora imputável ao devedor de dívida exigível. Dois elementos, então, mostram-se essenciais: a ocorrência de uma dívida exigível e a demora (imputável ao devedor) do não pagamento da mesma.

- Juros compensatórios ou remuneratórios: Também conhecidos como juros-frutos,[5] representam uma compensação pelo uso que o devedor faz do capital, em razão de cobertura dos sacrifícios de abstinência e riscos sofridos pelo credor; distinguem -se dos juros moratórios porque estes constituem uma indenização pelo atraso culposo no pagamento. Tal distinção se faz particularmente importante em virtude de haver, inclusive, tratamento jurisprudencial diverso quanto a cada uma dessas modalidades de juros; deve-se observar a dessemelhança de natureza e o fundamento de exigência de cada modalidade.[4]

Segundo José Reinaldo Coser, explicita-se também a existência de juros "nominais", onde estaria embutida a variação da inflação do período e os juros "reais", que revelariam, em tese, o ganho efetivo (excluindo-se a inflação); o autor ainda reitera que os juros "compensatórios" podem ser convencionados entre as partes ou advir da lei ou de decisão judicial.

## Usura - Evolução histórica
Os juros trazem consigo grandes polêmicas e discussões desde os tenros tempos, sendo que a sua cobrança razoável (ou seja, dentro dos limites legais aceitos por certa sociedade) ou excessiva (que deu origem ao conceito de usura) permeiam as celeumas nas searas econômica e jurídica até os dias de hoje.
Inicialmente, cumpre consignar que a usura — tal qual conceituada acima — teve diversas significações ao longo dos tempos, razão pela qual o seu estudo deve englobar, ainda, os contextos fáticos e sociais de cada época.

## Antiguidade

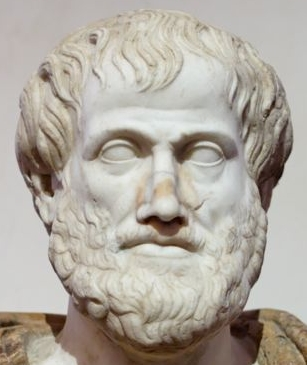
Aristóteles, um dos primeiros pensadores que notaram a usura como fenômeno social.

A par deste pequeno introito, vê-se que existem referências à proibição da usura já no Código de Hamurabi. Porém, maiores explanações sobre o tema remetem a Aristóteles — tido como o primeiro economista da história —, o qual condenava a usura na sua obra “Política”:
“O que há de mais odioso, sobretudo, do que o tráfico de dinheiro, que consiste em dar para ter mais e com isso desvia a moeda de sua destinação primitiva? Ela foi inventada para facilitar as trocas; a usura, pelo contrário, faz com que o dinheiro sirva para aumentar-se a si mesmo; assim, em grego, lhe demos o nome de tokos, que significa progenitura, porque as coisas geradas se parecem com as que as geraram. Ora, neste caso, a moeda que torna a trazer moeda, gênero de ganho totalmente contrário à natureza.”
Depreende-se, pois, que o dinheiro, a partir do momento em que é utilizado não para facilitar as trocas, mas, de uma maneira desvirtuada de sua finalidade precípua, para sua própria remuneração, estaria caracterizada a usura (prática “odiosa”, nas palavras do filósofo). Cumpre, todavia, fazer algumas ressalvas, na medida em que Aristóteles diferenciava duas formas de aquisição de propriedade, a saber, a natural (econômicaa) e a artificial (cremalística). A artificial, por sua vez, ramifica-se em comércio e empréstimo a juros, o que é combatido por ele em sua obra, haja vista não se revestirem de concretude a fim de obtenção de riquezas.
No Direito Romano, vê-se que a Lei das XII Tábuas também combateu a prática da usura, conferindo-a na Tábua VIII, referente aos delitos. Além de fixar um limite máximo de remuneração do capital, proibia a agiotagem, bem como o anatocismo, ou seja, a cobrança de juros sobre juros, o que, quando verificado, remetia à pena de infâmia.

## Idade Média

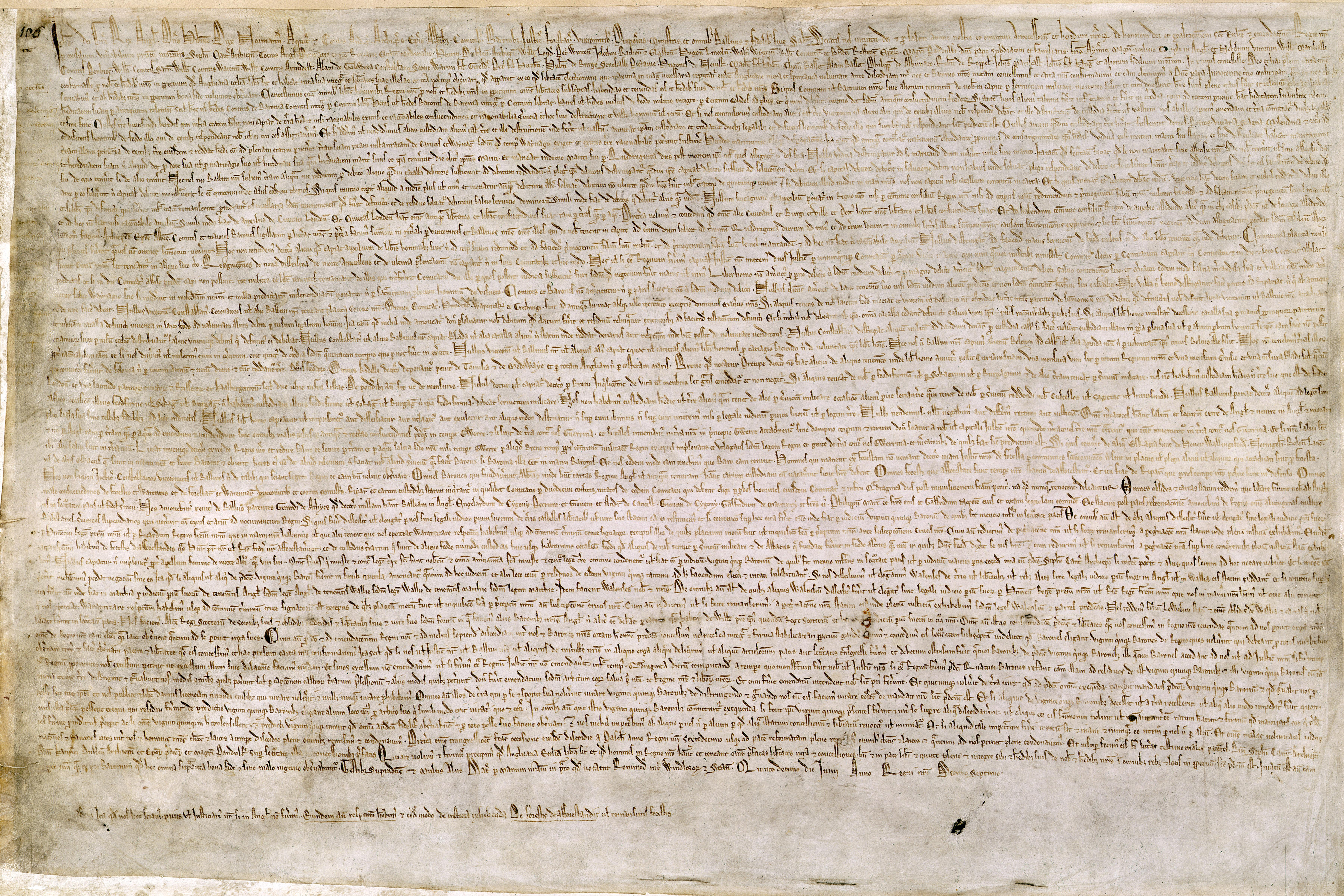
A Magna Carta, do ano de 1215 d.C., em relação à usura: "Se alguém tomar algo, seja muito ou pouco, por empréstimo dos Judeus, e morrer antes de a sua dívida estar paga, a dívida não poderá implicar usura enquanto o herdeiro for menor, seja quem for o detentor."

Na Idade Média, tem-se a ascensão do Direito Canônico e a proibição ou punição de uma conduta se revestia de uma lógica cristã que a fundamentava. Assim, notório o fato de que a Bíblia condena a usura em seus ensinamentos; em pelos menos quatro passagens bíblicas, há referência expressa de que a usura é pecado. Observe-se:
“Êxodo 22,25 - Se emprestares dinheiro ao meu povo, ao pobre que está contigo, não agirá com ele como credor que impõe juros. 

Levítico 25,35-37 - Se teu irmão empobrecer, e as suas forças decaírem, então, sustentá-lo-ás. Como estrangeiro e peregrino 
 ele viverá contigo. 36 Não receberás dele juros nem usuras; teme, porém, :ao teu Deus, para que teu irmão viva contigo. 37 Não lhe darás teu dinheiro 
 com juros, nem lhe darás alimento para receber usura. 

Deuteronômio 23,20 - Ao estrangeiro emprestarás com juros, porém a teu irmão não emprestarás com juros, para que o SENHOR, teu Deus,
 te abençoe em todos os teus empreendimentos na terra a qual passas a :possuir. 

Salmos 15, 1.2.5 - Quem, SENHOR, habitará no teu tabernáculo? Quem há de morar no teu santo monte? 2 O que vive com integridade, e 
pratica a justiça, 5 o que não empresta o seu dinheiro com usura, nem :aceita suborno contra o inocente. Quem deste modo procede não será jamais abalado. 

Lucas 6,34 - E, se emprestais àqueles de quem esperais receber, qual é a vossa recompensa? Também os pecadores emprestam aos pecadores,
 para receberem outro tanto. 35 Amai, porém, os vossos :inimigos, fazei o bem e emprestai, sem esperar nenhuma paga; será grande o vosso galardão, e sereis 
 filhos do Altíssimo. Pois ele é benigno até para com os ingratos e maus.” 

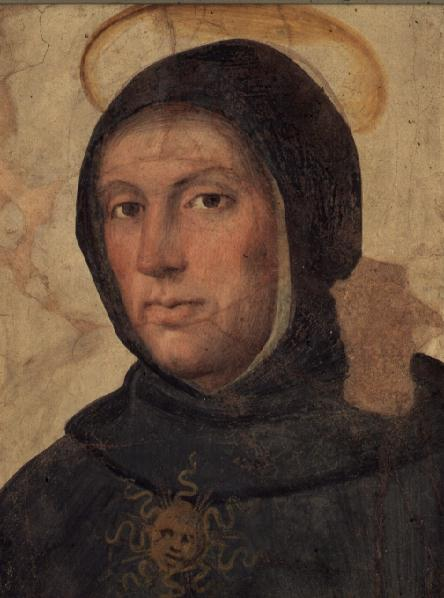
Santo Tomás de Aquino: usura como pecado contra a própria justiça.

A usura foi condenada no canône 13 do Segundo Concílio de Latrão, nos seguintes termos
| “ | "[…] condenamos além disso, aquela detestável e ignominiosa rapacidade insaciável dos prestamistas, rechaçada pelas leis humanas e divinas por meio da Escritura do Antigo de Novo Testamento (…) nenhum arcebispo, nenhum bispo ou abade de qualquer ordem, qualquer que seja a ordem ou clero, se atreva a receber os usurários." | ” |

Incontroverso o fato de que a usura é pecado para o Cristianismo, pois, na medida em que se assemelha ao roubo, vai de encontro às leis de natureza divina. A usura estaria ligada, ainda, à avareza e à preguiça, condutas estas que, segundo a Bíblia, são claramente contrárias ao que se espera de um bom cristão.
Ademais, levando-se em consideração os preceitos bíblicos acerca de usura, há nítida confusão entre este termo e o que se entendia por cobrança de juros; todavia, não se perca de vista que tanto a usura, quanto os juros eram considerados pecados. Neste ponto, urge salientar que usura difere de cobrança de juros através da estipulação do chamado preço justo, que remete a um limite legal fixado pelo homem, ocasião em que haveria uma “legalização” da usura.
Por isso, no final do século XV, surgem os primeiros diplomas legais que estipulariam os valores cobrados pelo empréstimo de dinheiro. Passou-se então a distinguir juro de usura. Juro era a taxa cobrada dentro dos valores estipulados em lei; usura seria o termo utilizado para se referir à cobrança de taxas superiores ao limite máximo permitido legalmente.
Por sua vez, Santo Tomás de Aquino faz sua explanação na questão n.º 78 da Suma Teológica, obra escrita por ele entre os anos de 1265 e 1273, acerca do tema ora proposto, ocasião em que buscou argumentos acerca de quatro indagações principais:
“Primeiro: É pecado receber dinheiro em pagamento do dinheiro emprestado, o que constitui a usura? Segundo: É lícito receber por esse mesmo dinheiro qualquer preceito, como que em recompensa do :empréstimo? Terceiro: Há obrigação de restituir o justo lucro que se ganhou com dinheiro usurário? Quarto: Pode-se tomar dinheiro emprestado com a condição de pagar usura?”
Em linhas gerais, Tomás de Aquino defendeu que a usura realmente é um pecado contra a justiça, uma vez que se vende algo que não existe — neste diapasão, cumpre-se destacar que ele creditava ao dinheiro um aspecto estéril, razão pela qual não poderia gerar nenhum fruto —, desvirtuando-se, pois, o valor do dinheiro, ao passo que ele tinha como função as trocas através do seu poder de compra intrínseco, não podendo, então, ser vendido de forma própria.

## Usura no islamismo

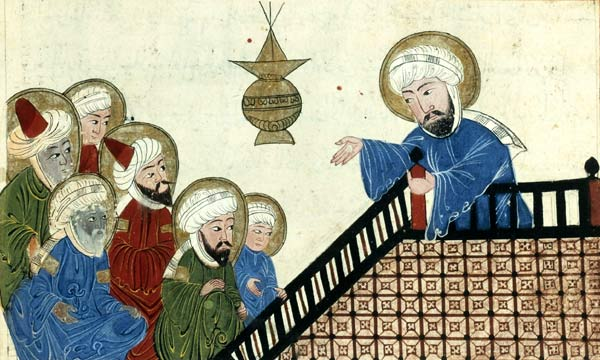
Profeta Muhammad recitando o Alcorão em Meca (gravura do século XV). Para o profeta, o indivíduo que cobra juros é amaldiçoado por Deus

No Islã, há também condenações em relação à usura. Isso porque, segundo os dogmas de tal religião, a usura não é nem comércio nem lucro, e, por basear o capitalismo moderno, é completamente contrária ao zakat. O Profeta Muhammad pregava que “Deus amaldiçoou aquele que cobra juros, aquele que os paga, aquele que redige o contrato e aquele que testemunha a transação”. O livro sagrado do Alcorão, portanto, rechaça a prática da usura. Vejamos:
“Quando emprestardes algo com usura, para que vos aumente (em bens) às expensas dos bens alheios, não aumentará 
 perante Deus; contudo, o que derdes em zakat, anelando contemplar o Rosto de Deus (ser-vos-á aumentado)”. Alcorão 30:39

 “Ó crentes, não exerçais a usura, multiplicando (o emprestado) e temei a Deus para que prospereis”. Alcorão 3:130

 “Ó crentes, temei a Deus e abandonai o que ainda vos resta se sois crentes!” Alcorão 2:278.

## Idade Moderna e Contemporânea
O sistema feudalista começou a se mostrar insuficiente partir do século XII, o que deu espaço para o surgimento do Renascimento Comercial, ocasião em que os estratos sociais até então imutáveis começaram a lentamente sucumbir. Surge, então, um novo conglomerado de pessoas, dotados de valores, interesses e princípios próprios: a burguesia. Porém, ainda que nítidas mudanças socioeconômicas estivessem ocorrendo, não se negava, àquela época, a influência da religião na vida deste burguês.
No começo da Idade Moderna ao mesmo tempo em que as tratativas comerciais perpetradas pelos burgueses eram essenciais para o desenvolvimento da incipiente sociedade capitalista, os preceitos religiosos até então dominantes eram afrontados sobremaneira, razão pela qual existia o chamado trade off entre respeito aos dogmas religiosos e crescimento econômico.
Ora, a usura, aqui, era utilizada como uma forma de fomentar o comércio renascido.
Assim, surge a Reforma Protestante e, principalmente, o Calvinismo, defendido por João Calvino, o qual não creditava à usura a mácula de ser um pecado; ao revés, emanava que a salvação era uma vontade soberana de Deus, sendo que independia das ações dos homens na vida terrena. Portanto, a busca por este saber (ou seja, se estes burgueses eram os escolhidos por Deus à salvação) revelava-se através do trabalho assíduo e incansável da classe a fim de se convencessem de que seriam salvos. O trabalho incansável, árduo e ilimitado da classe burguesa, aliado à prática da usura, contribuiu para a acumulação de capital e trouxe prosperidade econômica para a época.

Em 1745, o Papa Bento XIV, por meio da Encíclica Vix perbenit, tratou a usura como gênero de pecado que:
| “ | "[…] consiste em que, por razão do empréstimo, o qual, por sua própria natureza, somente pede que seja devolvida a mesma quantidade que se recebeu, se queira a devolução de mais do que foi recebido." | ” |

Depreende-se, pois, que na Idade Moderna há uma relativização do combate à usura, com o escopo de alavancar o desenvolvimento não só econômico, mas também social da época. Então, a partir do fim do século XVIII, com o advento da Revolução Francesa e o capitalismo industrial, consolida-se, ainda mais, este ideal libertário de cobrança de juros, sendo que a fixação de limites destas cobranças fica a mercê do desenvolvimento econômico (princípio do laissez faire, laissez passer).
Ressalta-se, todavia, o posicionamento divergente de Montesquieu, o qual defendia a existência de um patamar máximo de fixação destes juros. Assim, a taxa de juros seria vinculada tão somente ao livre arbítrio daquele que detém o poder político de um território, a fim de a fixação de tais taxas não sejam excessivamente altas, pois, caso contrário, estaria caracterizaria a usura.
Cumpre consignar, por fim, que, no início do século XX, com a revalorização dos direitos sociais — tanto pela Constituição de Weimar, quanto pela ascensão do Estado de bem-estar social —, houve uma maior intervenção estatal na fixação de limites quanto a cobranças de juros, como uma forma de, através da intervenção mínima na seara econômica, possibilitar melhoras necessárias e indispensáveis no campo social.

## Evolução legislativa brasileira no tocante à usura
A par da precitada evolução histórica da usura (desenrolar sistemático que poderia ser melhor definido como evolução histórica do combate à usura), de rigor a análise deste instituto, bem como o combate a ele no sistema normativo brasileiro.

### Período colonial

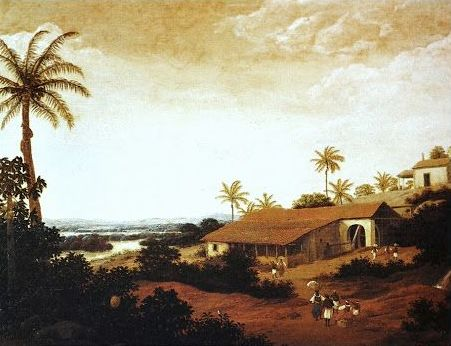
Pintura do século XVII de Frans Post: Engenho de cana-de-açúcar em Pernambuco.

No período colonial, o Brasil não tinha autonomia legislativa em relação ao seu país colonizador, Portugal. Assim, vigorava na colônia o regime jurídico vigente nas terras lusitanas, a saber, as Ordenações. Tanto as Ordenações Afonsinas (Livro IV, Título XVIII) quanto as Ordenações Filipinas (Livro IV, Título LXVII)  proibiam a prática de usura pelos portugueses e pelos brasileiros.

### Império
A Constituição brasileira de 1824, bem como a sua sucessora, a Constituição brasileira de 1891, não trouxeram nenhum regramento acerca do tema.
Todavia, influenciado pelos ideais iluministas e do princípio do laissez faire, laissez passer, Dom Pedro II, no ano de 1832, editou uma lei que derrogava aquelas antigas proibições explícitas à usura, na medida em que não mais se fixava um limite de cobrança de juros, o qual ficaria a cargo da autonomia da vontade dos particulares no momento da celebração dos contratos.
Afora a inexistência de uma limitação legal dos juros cabíveis nas relações contratuais, importava, desde então, a convenção dos juros estabelecida entre as partes (pacta sunt servanda).
Ato contínuo, no ano de 1850, há promulgação do Código comercial do Brasil, que, apesar de não fixar uma taxa máxima a qual os juros deveriam ser cobrados enquanto convencionados pelos particulares, vedou o anatocismo (artigo 248, do Código Comercial de 1850) e estipulou um limite de cobrança para os juros não pactuados, que se baseariam nos juros legais e com fulcro apenas na mora (artigo 251, combinado com o artigo 138, ambos do Código Comercial de 1850 — ressalte-se que taisartigos foram revogados pelo Código Civil de 2002).

## República
Adveio, então, o Código Civil de 1916, que contava com um capítulo acerca dos juros legais e, de maneira expoente e com escopo de coibir a usura, fixou que a taxa dos juros moratórios, quando não convencionada, seria de seis por cento ao ano (artigo 1.062, do Código Civil de 1916).
Acrescente-se, ainda, que seriam também de seis por cento ao ano (6% a.a.) os juros devidos por força de lei, ou quando as partes os convencionarem sem taxa estipulada (artigo 1.063, do Código Civil de 1916). Assim, na esteira do Código Comercial de 1850, o Código Civil de 1916 não apenas salientou um teto às taxas de juros moratórios e legais, mas também estipulou o valor deste limite, qual seja, de seis por cento ao ano.

## Era Vargas e a Lei da Usura

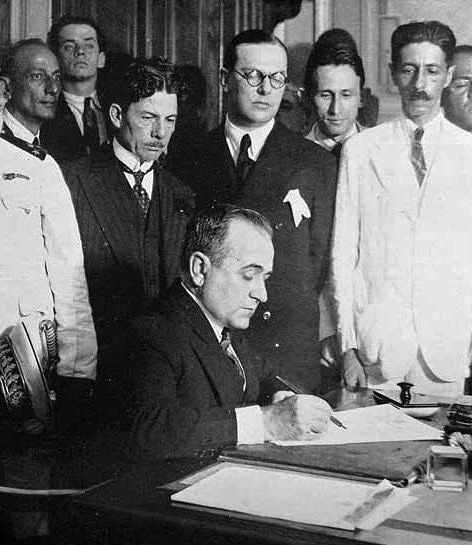
Getúlio Vargas nomeando seus ministros em 1930: anos mais tarde, ainda em seu governo, seria edita a Lei da Usura

Com o decorrer do tempo, surgiu a necessidade ainda maior de conter os juros abusivos, ainda que estipulados livremente pelos particulares em comum acordo, uma vez que o governo, à época comandado por Getúlio Vargas, pretendia transferir o dinheiro da esfera financeira para fomentar o polo industrial brasileiro e, consequentemente, possibilitar desenvolvimento socioeconômico no Brasil. Ressalte-se, neste ponto, que a intenção de Vargas estava mancomunada com os ideais do Estado do Bem Estar Social, na medida em que buscava, através de uma intervenção mínima estatal, promover os direitos sociais (evitar excessos do capitalismo financeiro, juros abusivos e o anatocismo).
Então, no ano de 1933, Getúlio Vargas promulgou a Lei da Usura (Decreto n.º 22.626/33), a qual, visando estabelecer um limite aos abusos perpetrados na fixação da taxa de juros pelos particulares, diante da prerrogativa legal que a eles era deferida, e, tendo em vista o crescimento socioeconômico do país, fixou um limite de taxa de juros de doze por cento ao ano (12% a.a.), bem como a impossibilidade do anatocismo com periodicidade inferior a um ano. Neste diapasão, pertinente ao tema:
“A chamada Lei da Usura (LU), decreto n.° 22.626, de 07 de abril de 1933, editada pelo Governo Provisório de Getúlio Vargas entronizado pela Revolução de 1930, no contexto do reordenamento econômico em face da crise de 1929, estabeleceu em seu art. 1.° que é vedado 'estipular em quaisquer contratos taxas de juros superiores ao dobro da taxa legal (Código Civil, art. n. 1.062)'. Ou seja, o decreto proibiu a fixação de taxas de juros superiores a 12% ao ano (ou 1% ao mês). O art. 2° da LU vedou o recebimento de taxas maiores à prevista na lei a pretexto de comissão. E o art. 11 estabeleceu que 'O contrato celebrado com infração desta lei é nulo de pleno direito, ficando assegurado ao devedor a repetição do que houver pago a mais'. Entendeu a doutrina e a jurisprudência que a nulidade atinge somente a cláusula ilegal,
 sem compreender a nulidade do contrato todo”.
A Constituição brasileira de 1934 e sua sucessora, a Constituição de 1946, estabeleceram que a usura era uma prática proibida, bem como seria punida na forma da lei.
Mais a mais, foi promulgada a Lei n.º 1.521/51, que versava sobre os crimes contra a economia popular. Assim, a usura passou ao status de crime, observando-se mais um expoente legislativo no combate aos abusos na cobrança de juros (ainda que fora da ordem cronológica, cumpre consignar que a Lei n.º 4.492/86 também previu a usura como um crime contra o sistema financeiro nacional).

## Ditadura Militar
Ato contínuo, sobreveio a Lei n.º 4.595/64 — Lei da Reforma Bancária —, que instituiu a Política Monetária Nacional e, em consequência, abrandou aquela sistemática de combate à usura. Assim, no artigo 4.º, inciso IX, da Lei n.º 4.595/64 previu-se que competiria ao Conselho Monetário Nacional limitar, sempre que necessário, as taxas de juros, descontos comissões e qualquer outra forma de remuneração de operações e serviços bancários ou financeiros, inclusive os prestados pelo Banco Central brasisleiro.
Depreende-se, pois, que há uma exceção à aplicação da Lei da Usura, uma vez que não abarca as instituições financeiras. A corroborar este entendimento, adveio o verbete n.º 596, súmula do Supremo Tribunal Federal:
“As disposições do Decreto 22.626 de 1933 não se aplicam às taxas de juros e aos outros encargos cobrados nas operações realizadas por instituições públicas ou privadas, que integram o sistema financeiro nacional”.
A Constituição brasileira de 1967 definiu como competência do Presidente da República, através de resolução do Senado Federal, estabelecer e alterar limites de prazos, mínimo e máximo, taxas de juros e demais condições das obrigações emitidas pelos Estados e Municípios (artigo 69, §2.º, letra “b”, da Constituição Federal de 1967), o que, ressalta-se, foi confirmado pela Emenda Constitucional n.º 1, de 17 de outubro de 1969. Com a evolução do sistema financeiro à época, começou-se a entender que o credor deveria receber os lucros obtidos com o empréstimo, mas não sob a forma de juros, e sim sob a forma do conceito de liquidez. Entre os anos de 1964 e 1984, tal modalidade era a única reconhecida pelo governo, o que contribui, em parte e no início, para o chamado “Milagre econômico brasileiro”.

## Atual panorama da usura no ordenamento jurídico brasileiro

### Constituição Federal de 1988

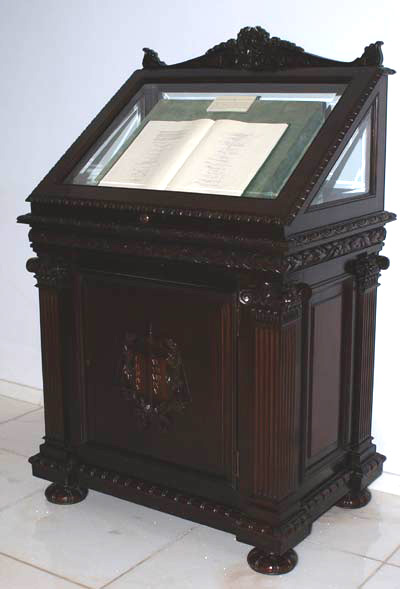
Cópia original da Constituição brasileira de 1988.

Por sua vez, a Constituição Federal de 1988, dentro os diversos princípios republicanos e revigorantes de uma nação até então dominada por princípios autoritários e pouco democráticos, estabeleceu no artigo 192 que “o sistema financeiro nacional, estruturado de forma a promover o desenvolvimento equilibrado do País e a servir aos interesses da coletividade, em todas as partes que o compõem, abrangendo as cooperativas de crédito, será regulado por leis complementares que disporão, inclusive, sobre a participação do capital estrangeiro nas instituições que o integram”.
Ademais, o artigo 192, em seu parágrafo 3.º, previa que “as taxas de juros reais, nelas incluídas comissões e quaisquer outras remunerações direta ou indiretamente referidas à concessão de crédito, não poderão ser superiores a doze por cento ao ano; a cobrança acima deste limite será conceituada como crime de usura, punido, em todas as suas modalidades, nos termos que a lei determinar”.
Precitado parágrafo foi revogado pela Emenda Constitucional n.º 40, ocasião em que gerou várias discussões acerca do tema, bem como resultou na edição da Súmula Vinculante n.º 7, do Supremo Tribunal Federal (temas abaixo explanados).
Contudo, não se perca de vista, ainda, que a revogação supracitada não desamparou de maneira absoluta aquele que se vê prejudicado pela prática de usura, na medida em que a Constituição Federal de 1988 traz fundamentos e objetivos que devem guiar as condutas dos cidadãos, bem como direitos e garantias fundamentais que os protegem.
Ressalta-se, neste diapasão, que a Constituição estabelece a proteção à dignidade da pessoa humana, além do desenvolvimento pleno da nação. Ademais, urge como um dos direitos e garantias fundamentais a defesa do consumidor (artigo 5.º, inciso XXXII, da Constituição Federal de 1988) e, ainda, a proteção deste como agente mantenedor da ordem econômica (artigo 170, inciso V, da Constituição Federal de 1988).
Assim, embora suprido precitado parágrafo 3.º, não se nega o fato de que a interpretação contratual, bem como eventuais abusos quanto a taxas de juros, devem guiar-se pelos fundamentos, objetivos e direitos e garantias fundamentais previstos na própria Constituição.
Por fim, sobrevieram duas importantes normas infraconstitucionais concernentes ao tema: o Código de Defesa do Consumidor e o Código Civil de 2002.

### Código de Defesa do Consumidor
O Código de Defesa do Consumidor teve como escopo regulamentar o princípio de defesa do consumidor (ainda que pareça redundante), a fim de dar concretude a este preceito constitucional. Acrescente-se, ainda, que, presente uma relação de consumo, mesmo que em face de instituições financeiras (verbete n.º 297, súmula do Superior Tribunal de Justiça), o contrato deve ser interpretado com base nos ditames previstos neste Código e, subsidiariamente, no Código Civil de 2002.
Insta salientar que tal Código prevê os princípios de hipossuficiência do consumidor, boa-fé objetiva, inversão do ônus da prova e revisão contratual devido à onerosidade excessiva, sendo que visa, dentre outras formas, restabelecer o equilíbrio contratual entre as partes em caso de eventuais cláusulas abusivas (artigo 51, do Código de Defesa do Consumidor). Neste ponto, remete-se àquele entendimento de que o consumidor é hipossuficiente em relação ao fornecedor, razão pela qual o legislador prevê mecanismos de proteção ao primeiro.
A título de curiosidade, ressalte-se a existência do chamado “Código de Defesa do Consumidor Bancário”, por intermédio da Resolução nº 2878/01, alterada pela Resolução n.º 3.694/09, editada pelo Conselho Monetário Nacional e pelo Banco Central. Tal diploma remete a uma possível proteção ao consumidor frente a possíveis abusos perpetrados por instituições financeiras, a fim de que seja reestabelecido o equilíbrio contratual.

### Código Civil de 2002
Alfim, o Código Civil de 2002 inovou ao trazer uma sistemática de proteção aos juros abusivos também através de princípios.
O principal deles é o da função social do contrato (artigo 421, do Código Civil de 2002). Porém, este princípio é vago quanto ao seu conceito, ocasião em que precisa de um aparato que o fundamente a fim de que o combate à usura realmente seja estabelecido. Assim, busca-se manter o sinalagma contratual, pois, caso contrário, pode-se resolver o contrato — desde a sua constituição, a qual foi inexistente ante a lesão (artigo 157, do Código Civil de 2002) ou por causa superveniente devido à onerosidade excessiva (artigos 478/480, do Código Civil de 2002).
No que toca a limitação da taxa de juros, prevê o artigo 406, do Código Civil de 2002 que, “quando os juros moratórios não forem convencionados, ou o forem sem taxa estipulada, ou quando provierem de determinação da lei, serão fixados segundo a taxa que estiver em vigor para a mora do pagamento de impostos devidos à Fazenda Nacional”.

### A taxa SELIC
Leciona a Professora Doutora Cíntia Rosa Pereira de Lima, em aula ministrada para a Turma II da Faculdade de Direito de Ribeirão Preto, explicou que o artigo 13 da Lei n.º 9.065, de 20 de junho de 1995, determina que esta taxa é equivalente à taxa referencial do Sistema Especial de Liquidação e de Custódia — taxa SELIC. Continua a educadora dizendo que esta taxa é fixada pelo Comitê de Política Monetária do Banco Central do Brasil – COPOM, bem como se destina à remuneração de títulos públicos em custódia, incluindo juros e correção monetária pelos índices de inflação, razão pela qual não pode ser utilizada como sucedâneo de juros.
Ademais, a taxa SELIC reveste-se de acúmulo mensal, o que confronta o disposto no artigo 591, do Código Civil de 2002, que permite apenas a capitalização anual de juros (verbete n.º 121, Súmula do Supremo Tribunal Federal: "é vedada a capitalização de juros, ainda que expressamente convencionada").
Não obstante aos precitados argumentos e também pela falta de segurança desta taxa — já que não tem previsão legal para tanto —, o Superior Tribunal de Justiça, na I Jornada sobre o Código Civil de 2002, fixou um entendimento prévio:
"Jornada STJ 20: A taxa de juros moratórios a que se refere o art. 406 é a do art. 161, §1.º do Código Tributário Nacional, ou seja, 1% ao mês. A utilização da taxa SELIC como índice de apuração dos juros legais não é juridicamente segura, porque impede o prévio conhecimento dos juros; não é operacional, porque seu uso será inviável sempre que se calcularem somente juros ou somente correção monetária; é incompatível com a regra do art. 591 do novo Código Civil, que permite apenas a capitalização anual dos juros, e pode ser incompatível com o art. 192, § 3.º, da Constituição Federal, se resultarem juros reais superiores a 12% ao ano."
Portanto, a limitação dos juros deve observar o índice de 1% ao mês, ou seja, 12% ao ano e, através de uma interpretação sistemática deste entendimento com o os dispositivos da Lei de Usura, a Professora Doutora Cíntia Rosa Pereira de Lima ressalta que deve ser considerado o dobro desta taxa legal, ou seja, 2% ao mês ou 24% ao ano. Afora isso, estaria caracterizada a usura.

### A Súmula Vinculante n.º 7, do Supremo Tribunal Federal, e a Emenda Constitucional nº 40/2003
Ditava o artigo 192, §3.º, da Constituição Federal de 1988:

"Art. 192. O sistema financeiro nacional, estruturado de forma a promover o desenvolvimento equilibrado do País e 
 a servir aos interesses da coletividade, será regulado em lei complementar, que disporá, inclusive, sobre":
(…)
"§ 3.º - As taxas de juros reais, nelas incluídas comissões e quaisquer outras remunerações direta ou indiretamente referidas 
 à concessão de crédito, não poderão ser superiores a doze por cento ao ano; a cobrança acima deste limite será conceituada 
 como crime de usura, punido, em todas as suas modalidades, nos termos que a lei determinar".

A redação original do supracitado parágrafo estabelecia uma taxa de juros fixa de 12% ao ano; com a Emenda Constitucional n.º 40/2003, tal dispositivo foi revogado, assim como todos os outros parágrafos que constavam do artigo 192.
A Súmula Vinculante n.º 7, editada pelo Supremo Tribunal Federal (STF) e publicada no Diário da Justiça Eletrônico n.º 112, de 20 de junho de 2008, dita o seguinte:
"A norma do §3.º do artigo 192 da Constituição, revogada pela Emenda Constitucional n.º 40/2003, que limitava a taxa de 
juros reais a 12% ao ano, tinha sua aplicação condicionada à edição de lei complementar".
A controvérsia que motivou a criação da Súmula Vinculante n.º 07 se refere à discussão sobre a auto-aplicabilidade ou não do disposto no artigo 192, §3.º, da CF/1988, antes da EC n.º 40/2003. Doutrina e jurisprudência, em sentido que pouco divergia, entendiam que tal norma era auto-aplicável, ou seja, não necessitava da edição de lei, ordinária ou complementar, para que passasse a produzir efeitos.
Registre-se que, no julgamento da Ação Direta de Inconstitucionalidade n.º 4, em 07 de março de 1991, o STF entendeu que o dispositivo não era inconstitucional, mas aguardava, apenas, a edição de lei complementar que o regulamentasse, sendo que deveria ser observada a legislação anterior à Constituição de 1988 naquilo que fosse necessário.
Todavia, antes da EC n.º 40/2003, sem que o Congresso Nacional editasse tal lei, os bancos e demais instituições financeiras ficaram livres para fixar suas taxas de juros. Foram, então, incontáveis os julgamentos que contrariavam a orientação do STF, onde eram limitadas as taxas de juros mediante a aplicação da Lei da Usura (Decetro-Lei n.º 22.626/1933) e do Código de Defesa do Consumidor (CDC); afinal, sem lei que regulamentasse o artigo 192, §3.º, da CF/88, a cobrança de juros excessivos (usura) começava a surgir, correndo-se o risco de se tornar uma conduta recorrente.

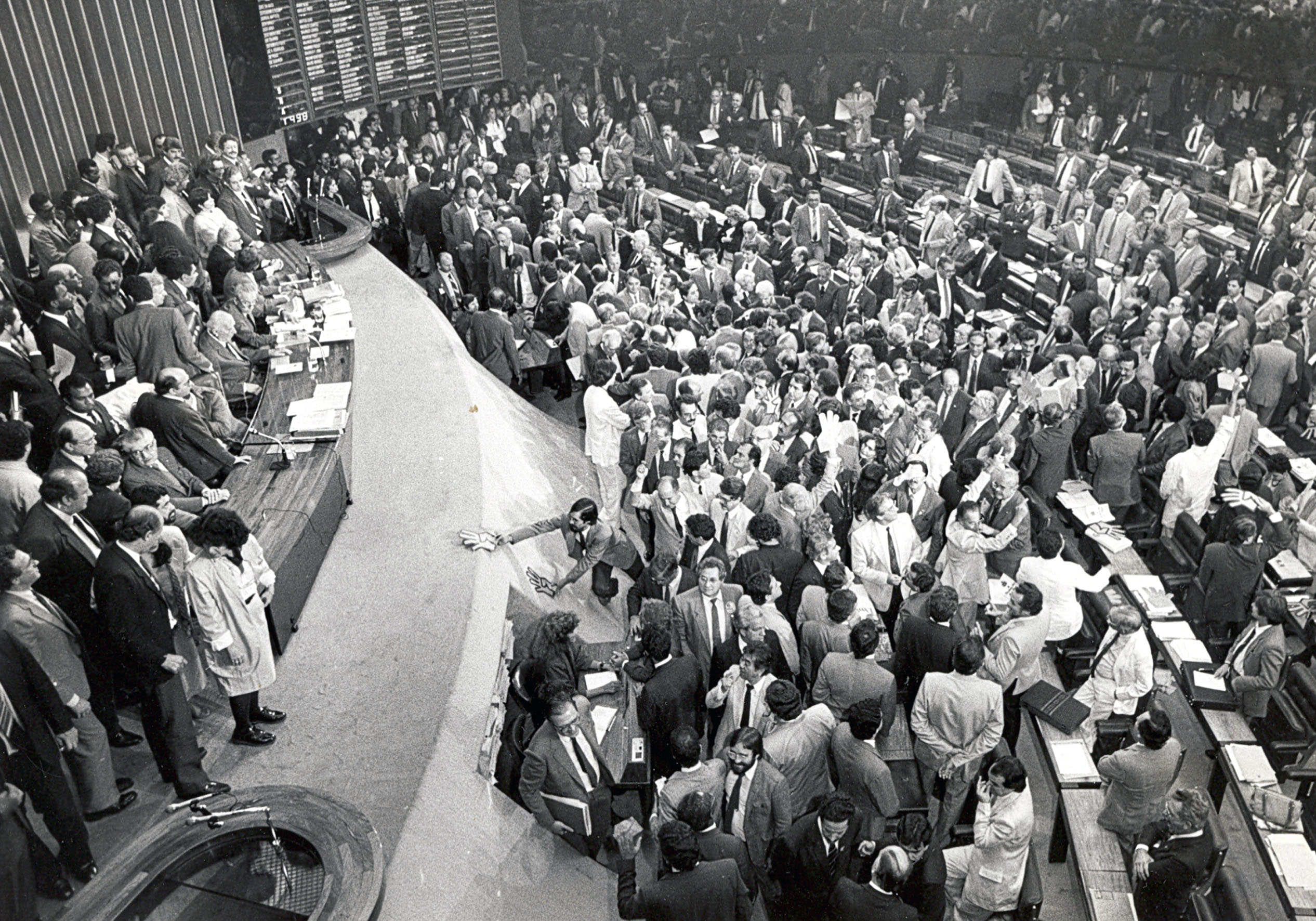
Assembleia Constituinte: controvérsias na redação do artigo 192.

Todavia, com a manutenção da ausência de regulamentação legal (muito pela discussão que se tinha em relação à norma constitucional) e consequente inaplicabilidade prática do dispositivo, a EC n.º 40/2003 revogou os parágrafos do artigo 192 da Constituição Federal.
Assim, o STF decidiu por editar referida súmula, afirmando que a aplicabilidade de tal dispositivo, e, consequentemente, da taxa de juros reais fixada, dependia de edição de lei complementar, que, saliente-se, jamais foi editada. Apesar de questionada no meio jurídico, tal decisão se baseou no fato prático e cotidiano de que a taxa de juros de uma economia jamais pode ser fixada por lei ou ainda pela própria Constituição. Isso porque tal taxa depende de uma série de indicadores macro e microeconômicos, além de variáveis referentes à economia nacional e também internacional.
Em tese, acreditava-se que tal dispositivo seria benéfico para a economia nacional, pois se mostrava aliado aos preceito de estabilidade econômica e respeito à ordem econômica preconizados pela Assembleia Constituinte de 1987. Todavia, a prática de uma economia capitalista emergente se mostrou oposta à conjectura, o que ensejou a revogação do §3.º do artigo 192 e a edição de tal súmula.

## Usura Real e Usura Pecuniária
Importante que se diferencie referidos conceitos. Isso porque o artigo 4.º da Lei n.º 1.521/51 (que prevê os crimes contra a economia popular) insere a prática das usuras pecuniária e real no rol de delitos contra a economia popular e assim determina:
Constitui crime da mesma natureza contra a economia popular a usura pecuniária ou real, assim se considerando:

 a) cobrar juros, comissões ou descontos percentuais, sobre dívidas em dinheiro, superiores à taxa permitida em
 lei; cobrar ágio superior à taxa oficial de câmbio, sobre quantia permutada por moeda estrangeira; ou, ainda, 
 emprestar sob penhor que seja privativo de instituição oficial de crédito;

 b) obter ou estipular, em qualquer contrato, abusando da premente necessidade, inexperiência ou leviandade de outra
 parte, lucro patrimonial que exceda o quinto do valor corrente ou justo da prestação feita ou prometida.
Para estabelecer melhor diferenciação, Deltan Martinazzo Dallagnol traz ao debate os conceitos de tais tipos de usuras. Para tanto, explicita que a usura pecuniária “é aquela em que ocorre cobrança de juros excessiva, que ultrapassa os limites legais; já a usura real é aquela em que ocorre estipulação contratual de vantagem desproporcional, que ultrapasse um quinto do valor da prestação feita ou prometida, abusando de necessidade, inexperiência ou leviandade da outra parte.” .
Conclui-se, portanto que a usura pecuniária é o empréstimo de pecúnia (dinheiro) com fixação de taxa de juros superior àquela estipulada em lei, o que resulta em lucro excessivo por parte do credor e prejuízo por parte do devedor.
Nesse sentido, considera-se também a cobrança excessiva de ágio, ou seja, superior à taxa oficial de câmbio sobre quantia permutada em moeda estrangeira. Ainda, o empréstimo sob penhor que seja privativo de instituição oficial de crédito também pode ser considerado como usura pecuniária, bem como o anatocismo, que é a cobrança de juros sobre juros, acrescidos ao saldo devedor, em razão de não terem sido quitados os mesmos quando do vencimento da dívida.
A usura real seria, portanto, a obtenção de lucro mediante contrato patrimonial que exceda o quinto do valor corrente ou justo da prestação feita ou prometida, abusando o credor da premente necessidade, inexperiência ou leviandade da outra parte. Como visto, tais condutas são criminalizadas pelo ordenamento jurídico brasileiro.